# Clima mediterráneo seco
El clima mediterráneo seco es un clima semiárido, subtropical y mediterráneo, con verano muy seco, que puede clasificarse principalmente como BShs y en menor medida como BSks. Es un clima intermedio o de transición entre el clima árido cálido (BWh) y el mediterráneo típico (Csa) que se caracteriza por la aridez la mayor parte del año y está situado en una latitud subtropical-mediterránea . Es semicálido, con una temperatura media entre 17 y 22 °C, mientras que las precipitaciones dan unos 200 a 400 mm aproximadamente de promedio anual, la vegetación es de bosque y matorral mediterráneo y se presenta principalmente en los países mediterráneos.

## Características

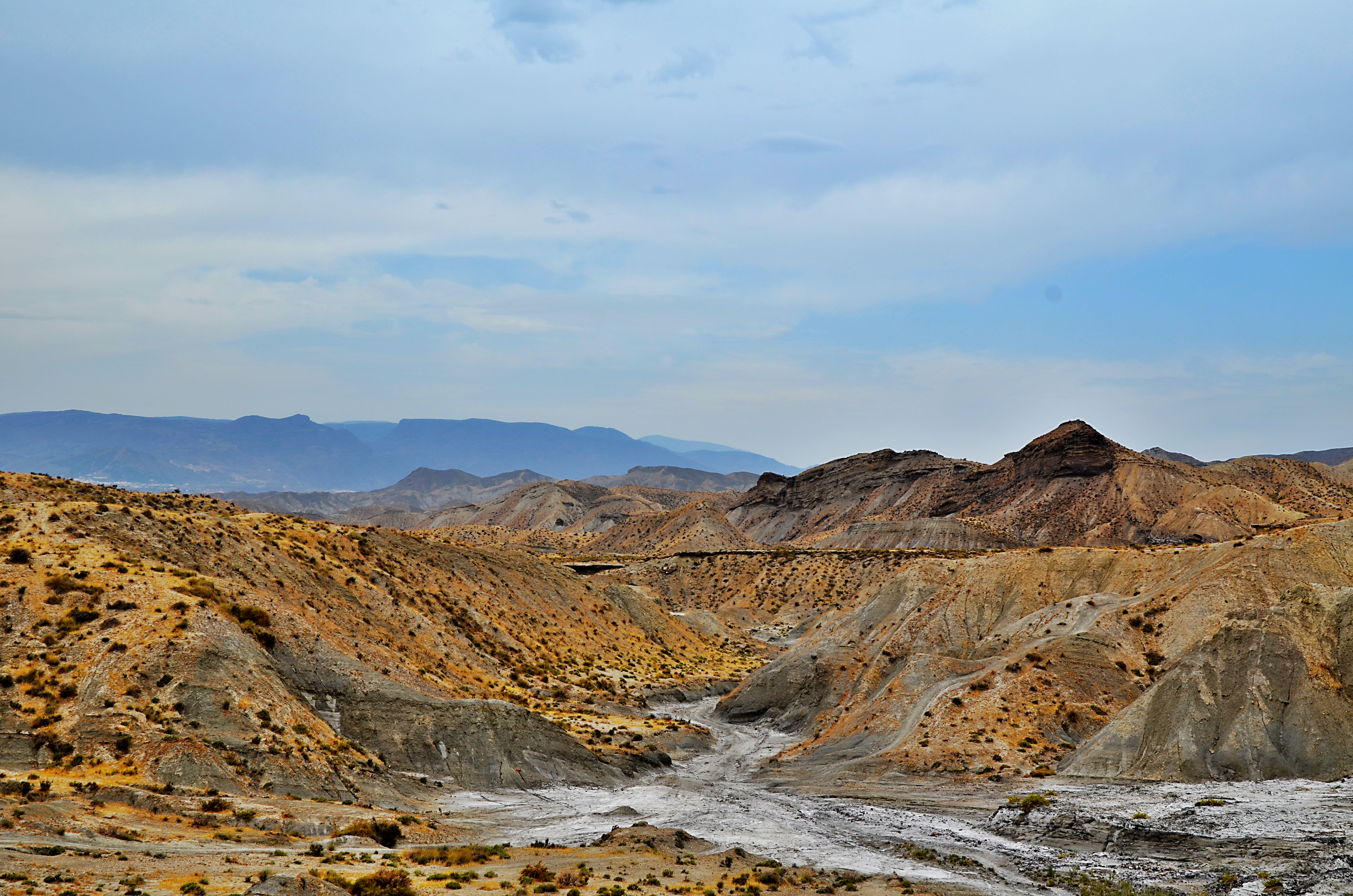
Desierto de Tabernas (Provincia de Almería).

Tiene unas temperaturas invernales más cálidas que el clima mediterráneo típico y con menos lluvias, que oscilan entre los 200 y  400 mm durante todo el año. Se le considera una variante del clima subtropical seco y del semiárido cálido, siempre que la temperatura media anual supere los 18 °C. Las lluvias están concentradas en las estaciones equinocciales, presentando en cualquier caso un verano seco y caluroso con temperaturas medias superiores a los 25 °C y máximas suaves en la costa y muy altas en zonas interiores, pudiendo sobrepasar los 45 °C en situaciones de olas de calor. 
En España es propio de la mayor parte de Murcia, Alicante y Almería. También se da en el norte chico de Chile y en áreas de Grecia, Marruecos, Argelia, Túnez, Libia, Siria, Jordania, Israel, Australia, México y California.
Según la Clasificación climática de Köppen este clima es BSh o BSk, dependiendo de si la temperatura media anual está por encima o por debajo de los 18º la mayor parte del año.

## Climogramas

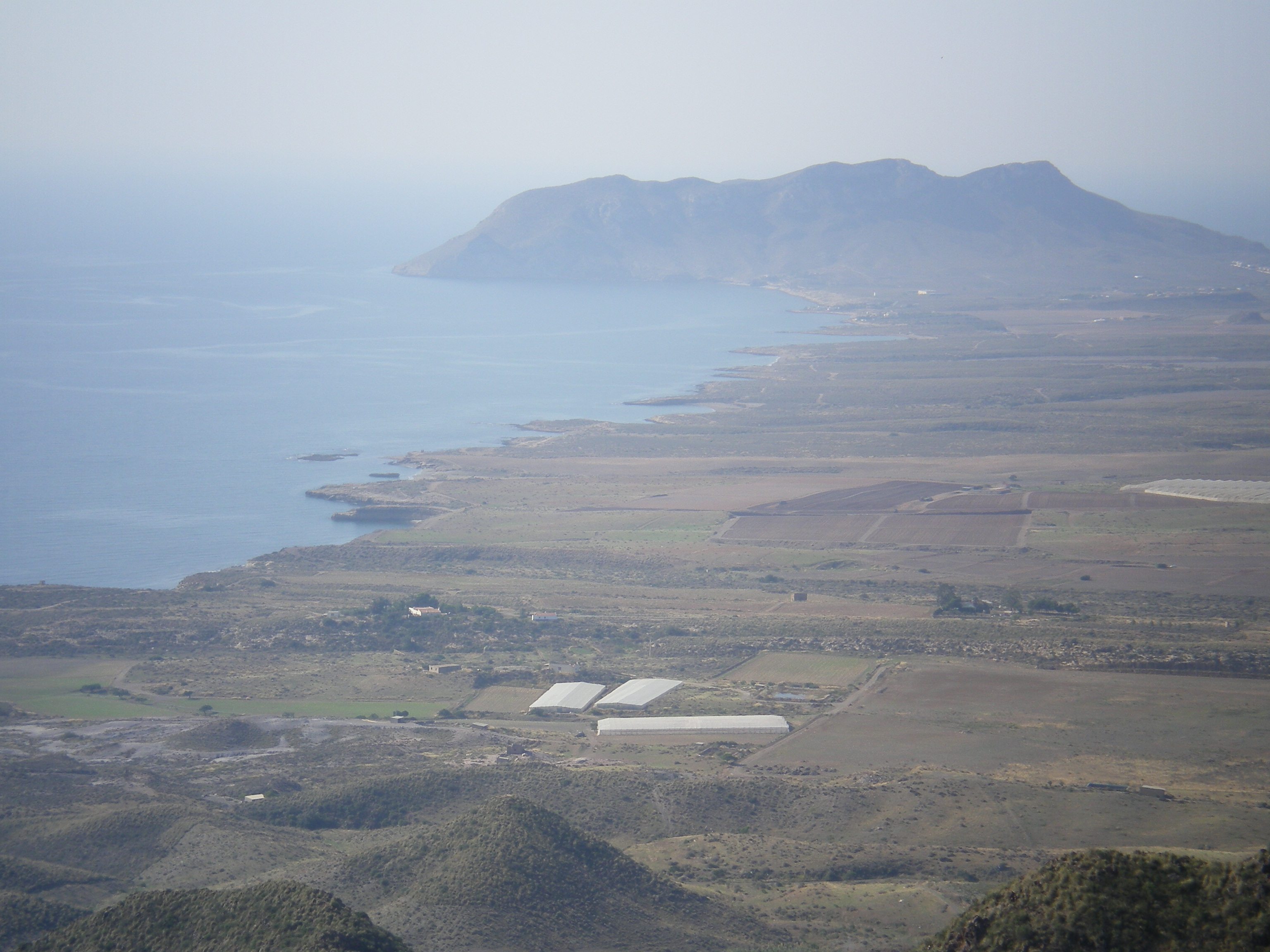
Marina de Cope (estepario árido).

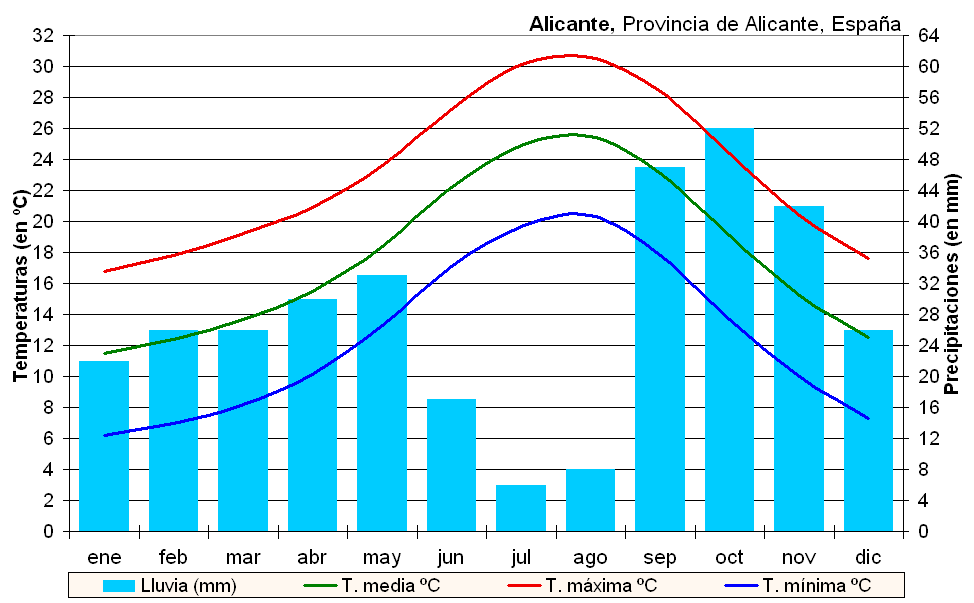
Alicante (Ciudad Jardín)
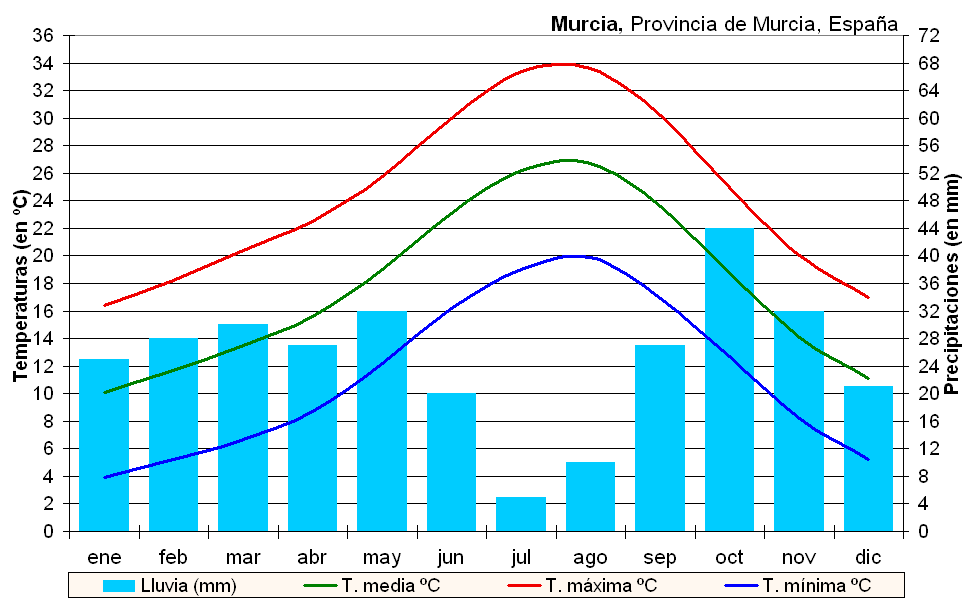
Murcia (Alcantarilla)

## Vegetación

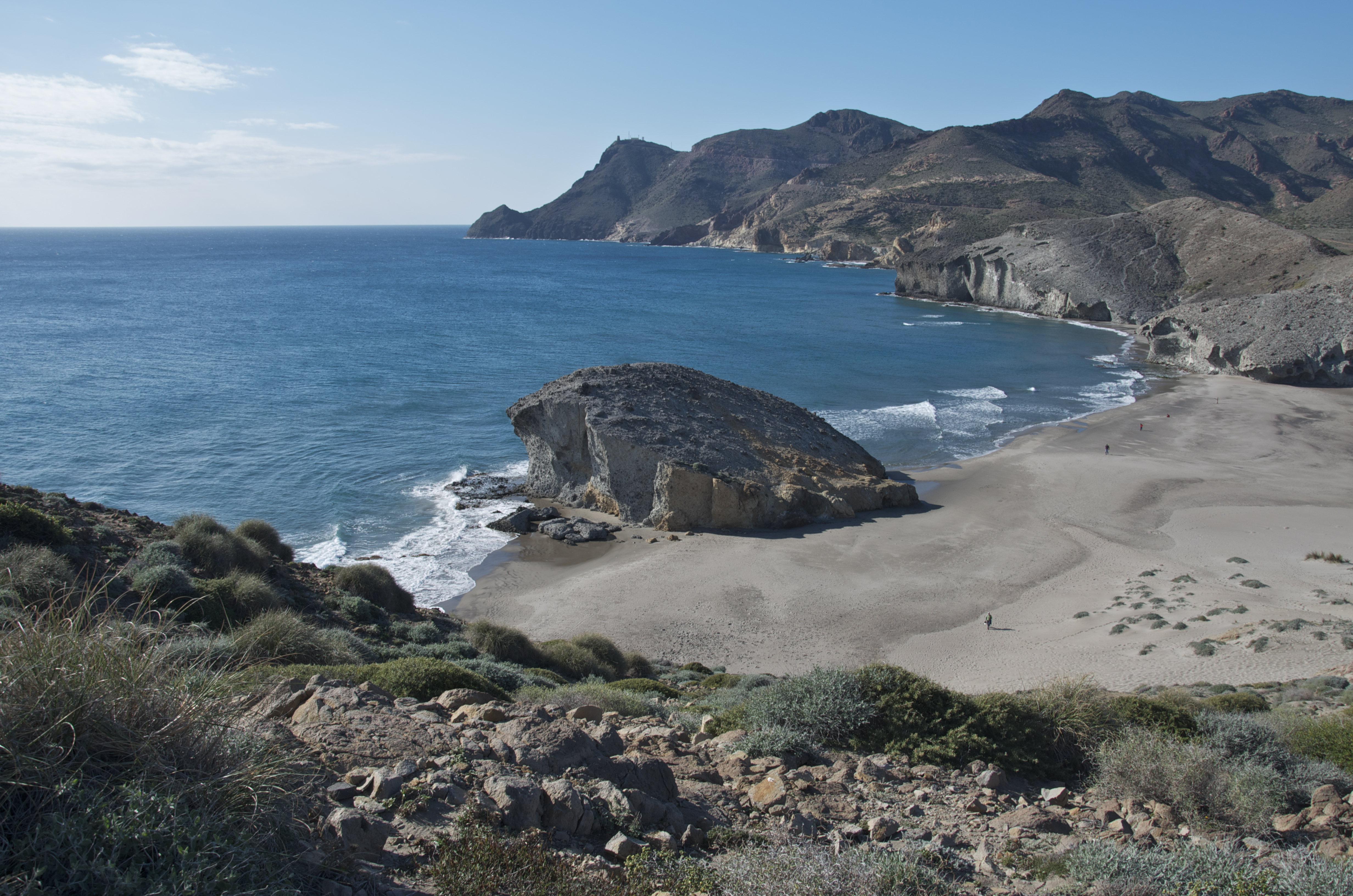
Cabo de Gata-Níjar

Las condiciones más secas posibilitan la aparición de especies de lugares áridos, especialmente de la región saharo-síndica, que se encuentra al otro lado del Mar de Alborán, lo que hace que muchos botánicos consideren la región afectada por este clima como un bioma intermedio entre el mediterráneo y el desértico. Por ello ocupa una provincia florística específica, la murciano-almeriense.
Entre las plantas más predominantes de este clima mediterráneo seco y del presahariano al otro lado del mar se encuentran el esparto (Stipa tenacissima), el araar o sabina de Cartagena (Tetraclinis articulata) o el azufaifo (Zizyphus lotus).